# (2075) Martinez
(2075) Martinez (1974 VA) ist ein Asteroid des Hauptgürtels, der am 9. November 1974 am Felix-Aguilar-Observatorium entdeckt wurde.

## Benennung
Der Asteroid wurde nach dem Astronomen Hugo Arturo Martinez (1890–1976) benannt, der jahrelang am Observatorio Astronómico de La Plata tätig war.